# Маріка помаранчевогруда
Ма́ріка помаранчевогруда (Cinnyris solaris) — вид горобцеподібних птахів родини нектаркових (Nectariniidae). Мешкає в Індонезії і Східному Тиморі.

## Підвиди
Виділяють два підвиди:
- C. s. exquisitus Hartert, E, 1904 — острів Ветар;
- C. s. solaris (Temminck, 1825) — Малі Зондські острови.

## Поширення і екологія
Помаранчевогруді маріки поширені на Малих Зондських островах від Сумбави до Тимору та на острові Ветар. Вони живуть в тропічних лісах і чагарникових заростях, на полях і плантаціях, в парках і садах.